# Roberto Fogli
Roberto Fogli (Torino, 11 luglio 1968) è un allenatore di calcio ed ex calciatore italiano, di ruolo centrocampista.

## Carriera

### Giocatore
Ha giocato 173 partite in Serie B con le maglia di Barletta, Venezia e Lucchese.

### Allenatore
Nel 2005 intraprende la carriera da allenatore allenando la squadra Berretti dell'Ivrea sino al 2008 quando viene scelto da Giuseppe Brucato come suo vice al Mantova.
Nel 2009 entra nello staff tecnico giovanile del Torino, allenando prima i giovanissimi nazionali e poi gli allievi nazionali.

## Palmarès

### Giocatore

#### Competizioni nazionali
- Campionato italiano Serie D: 1

Ivrea: 2002-2003